# Wittenberg (adelsätt)
Wittenberg är en svensk adelsätt, introducerad på Sveriges Riddarhus 1634, som upphöjdes till friherrelig och grevlig värdighet med fältmarskalk Arvid Wittenberg (1606–1657) på grevligt nummer 15. Arvid Wittenberg var född i Borgå, Finland, som son till Johannes Wirtenberg von Debern och Magdalena Schönfeldt. Ätten slocknade 1679.